# Esther-Maria Mikfeld
Esther-Maria Mikfeld (* 26. Februar 1934 in Wiesbaden; † 1. November 2005) war eine hessische Politikerin (CDU) und ehemalige Abgeordnete des Hessischen Landtags.

## Ausbildung und Beruf
Esther-Maria Mikfeld arbeitete nach dem Abschluss des Realgymnasiums und der Wirtschaftsoberschule 1952 bis 1957 als Sekretärin im Verlagswesen und 1957 bis 1960 als Sekretärin im wissenschaftlichen Forschungsinstitut eines Industriebetriebes. 1960 bis 1980 war sie Mitarbeiterin in einem Steuerberatungsbüro und seit 1980 in der Kanzlei des Hessischen Landtags tätig.
Esther-Maria Mikfeld war verheiratet und hat zwei Kinder.

## Politik
Esther-Maria Mikfeld war seit 1967 Mitglied der CDU. Seit 1970 war sie Kreisvorsitzende und seit 1971 stellvertretende Landesvorsitzende der Frauen-Union. Seit 1977 war sie Mitglied des Bundesvorstandes der Frauen-Union und seit 1979 Schatzmeisterin des Büros für staatsbürgerliche Frauenarbeit e.V. in Wiesbaden.
Für ihre Partei war sie kommunalpolitisch in Wiesbaden als Stadtverordnete von 1972 bis 1981 und ab 1985 aktiv. Am 25. Juni 1973 zog sie als Nachrückerin für Fritz Kramer in den 7. Hessischen Landtag ein, dem sie bis zum 30. November 1974 angehörte.